# Arnaud Ier de Fenouillet
Arnaud Ier de Fenouillet, vicomte de Fenouillet (avant 1150 – † 28 septembre 1173 à Lagrasse), est un vicomte de Fenouillèdes, de 1165 à 1173.

## Biographie
Il est le fils d’Udalgar II de Fenouillet et de Noiricia, et frère de Pierre III de Fenouillet précédent vicomte de Fenouillèdes. Sa fille unique et héritière Ava de Fenouillet lui succède en 1173.
Le Fenolhedés est inféodé à la vicomté de Narbonne par le roi d'Aragon en tant que comte de Barcelone, seigneurs éminents du Fenouillèdes depuis 1131. Ainsi la vicomtesse Ermengarde de Narbonne arbitre en 1170 une dispute entre d'un côté Arnaud et Bérenger de Peyrepertuse son héritier, et d'un autre l'abbaye de Saint-Martin-Lys représentée par l'abbaye de Saint-Pons-de-Thomières.
Il fait fortifier Saint-Paul de Fenouillet en 1173, qui appartient pourtant à l'abbaye d'Alet-les-Bains. D'après son testament dicté la même année, il possède un honor sur le château du Bézu en Razès.
Arnaud teste une première fois le 5 juillet 1173 en faveur de sa femme Adélaïde, et si elle se remariait, en faveur de ses quatre sœurs Aude, Brunissende, Deoda et Alamanda. Il dicte un nouveau testament en octobre de la même année dans la maison de Bérenguer Pellipar à Lagrasse,. Par son testament il lègue la majeure partie de son héritage à son héritier, garçon ou fille, s'il se trouvait que sa femme était enceinte. Bérenger de Peyrepertuse, son neveu serait l'héritier principal si cet enfant à naitre n'atteignait pas l'âge adulte. C'est finalement sa fille Ava qui lui succède dans ses biens, ce qui laisse présager qu'elle est née posthume, quelques mois plus tard en 1173 ou 1174.

## Mariage et enfants
Il épouse Ermengarde, d'ascendance inconnue, de laquelle il a : Ava, vicomtesse de Fenouillet (1173-1229)